# Bistum Grand-Bassam
Das Bistum Grand-Bassam (lateinisch Dioecesis Bassam Maioris) ist ein römisch-katholisches Bistum mit Sitz in Grand-Bassam an der Elfenbeinküste in Westafrika.

## Geschichte
Die ersten katholischen Missionen an der Elfenbeinküste im 17. Jahrhundert waren erfolglos. 1893 wurde das Land eine französische Kolonie. Der erste Gouverneur, Louis-Gustave Binger, rief, obwohl selber ein Protestant, die katholischen Missionare ins Land. Die Gesellschaft für afrikanische Missionen aus Lyon, kamen daraufhin als erste und landeten am 28. Oktober 1895 in Grand-Bassam und gründeten die ersten Kirchen. Das Gebiet des Bistums gehörte zum Erzbistum Abidjan, bevor es am 8. Juni 1982 zum Bistum erhoben wurde.

## Bischöfe
- 1982–1993 Joseph Akichi
- 1994–2010 Paul Dacoury-Tabley
- seit 2010 Raymond Ahoua FDP